# John T. Yates
John Thomas Yates Jr. (* 3. August 1935 in Winchester, Virginia; † 26. September 2015 in Free Union, Virginia) war ein US-amerikanischer Physikochemiker (Oberflächenchemie und -physik).
Yates studierte Chemie am Juniata College mit dem Bachelor-Abschluss 1956 und wurde 1960 am Massachusetts Institute of Technology in Physikalischer Chemie bei Carl W. Garland promoviert. Danach war er Assistant Professor am Antioch College in Yellow Springs (Ohio) und ab 1965 beim National Bureau of Standards (NIST). 1982 wurde er Professor an der University of Pittsburgh. Er war dort sowohl in der Chemie als auch in der Physik-Fakultät und Gründungsdirektor des Surface Science Center. Ab 2006 war er Professor und Shannon Research Fellow an der University of Virginia.
Er veröffentlichte über 750 Arbeiten über Oberflächenchemie und Oberflächenphysik (Spektren absorbierter Moleküle, Kinetik von Adsorption und Desorption, heterogene Katalyse, Elektronenstreuung an adsorbierten Molekülen, elektronische Eigenschaften chemisch adsorbierer Oberflächen, Chemie von Halbleiteroberflächen und Nanowissenschaften). Zuletzt befasste er sich auch mit Astrochemie.
1978 erhielt er den Samuel Wesley Stratton Award des NIST, 1987 den ACS Award in Colloid Chemistry, 1994 den Medard W. Welch Award der American Vacuum Society, 1999 den ACS Award in Surface Chemistry und 2007 den Peter Debye Award. 1994 erhielt er den Humboldt-Forschungspreis. Er war Mitglied der National Academy of Sciences (seit 1996) und Fellow der American Physical Society. 1977/78 war er Sherman Fairchild Scholar am Caltech und 1970/71 Gastwissenschaftler an der University of East Anglia in Norwich.
Er war seit 1958 verheiratet und hatte drei Söhne.

## Schriften
- Herausgeber mit Theodore E. Madey: Vibrational Spectroscopy of Molecules on Surfaces, Plenum, 1987
- Herausgeber mit anderen: Chemical Perspectives of Microelectronic Materials, Materials Research Society, 1989
- The Surface Scientists Guide to Organometallic Chemistry, ACS, 1987
- mit J. Karl Johnson: Molecular Physical Chemistry for Engineers, University Science Books, Sausalito 2007
- Experimental Innovations in Surface Science, Springer-Verlag und The American Institute of Physics 1998, 2. Auflage 2015